# Посёлок Авиаработников
Авиаработников — посёлок в Одинцовском районе Московской области, входит в городское поселение Кубинка. Население — 12 чел. (2010).
Посёлок расположен на западе района, у границы с Рузским, высота центра над уровнем моря 182 м. Ближайшие населённые пункты — Полушкино в 0,7 км южнее, там же, в полукилометре, железнодорожная станция Полушкино и Григорово Рузского района в 1,5 км на запад. До 2006 года посёлок входил в состав Крымского сельского округа.

## Население
| 2006 | 2010 |
| ---- | ---- |
| 34   | ↘12  |